# Culen af Skotland
Culen (Cuilén mac Illuib, også kendt som Cuilean, Colin og Culen valpen) (død 971) var konge af Skotland fra 967 til sin død. Han var søn af kong Indulf, og overtog tronen efter sin fætter Dubh.
Han var den tredje skotske konge på række, hvis forgænger blev myrdet. Dubhs lig blev fundet under en bro ved Kinloss i Aberdeenshire. Han var blevet kidnappet dagen før, og de fleste mente, det var Culen, som havde beordret dette.  
Culen havde to sønner, Konstantin og Malcolm. Konstantin blev senere konge, mens meget lidt er kendt om Malcolm andet end at han var i live i 1002. 
I 971 blev Culen myrdet i Lothian af Riderch, en underkonge af Strathclyde. Dette skete som hævn for at Culen havde voldtaget Riderchs datter og myrdet hans bror under et felttog i Strathclyde. Dette var del af en større fejde mellem Culens familie og adelen i Strathclyde, som også førte til mordet på Culens bror Eochaid samme år. 
Culen blev efterfulgt af sin fætter Kenneth II.